# Mieczysław Smal
Mieczysław Smal (ur. 16 czerwca 1915 w Zawadówce, zm. 7 marca 1987 w Warszawie) – major ludowego Wojska Polskiego.

## Życiorys
Syn Mikołaja. W Chełmie Lubelskim uczęszczał do Męskiego Państwowego Seminarium Nauczycielskiego, które ukończył w 1935 roku. W Ostrowi–Komorowie ukończył Szkołę Podchorążych Piechoty i 1 października 1938 roku promowano go do stopnia podporucznika piechoty oraz otrzymał przydział do 80 pułku piechoty. W pułku został dowódcą plutonu w 3 kompanii ckm. Po mobilizacji pułku oraz podczas kampanii wrześniowej pozostał na tym stanowisku. Podczas obrony Warszawy dowódca 3 kompanii ckm.
Kiedy stolica skapitulowała znalazł się w niewoli niemieckiej, w której przebywał do końca wojny. Był w oflagach: IV A Hohnstein, ll B Arnswalde oraz II D Gross-Born z którym ewakuowano go do Lubeki. Po uwolnieniu pozostawał tam do października 1945 roku w Polskim Obozie Wojskowym. Następnie został przeniesiony do obozu w Oberlangen.
Do kraju powrócił w październiku 1946 roku, a 15 października tegoż roku powołano go do służby w Wojsku Polskim. Awansował do stopnia kapitana i otrzymał przydział na stanowisko kierownika referatu w Oddziale II Sztabu Generalnego.
W maju 1948 roku przydzielony jako attaché wojskowy do Polskiej Misji Wojskowej w Berlinie, gdzie awansowany został do stopnia majora. 1 września 1950 roku został odwołany z tego stanowiska i przeniesiony do dyspozycji Departamentu Personalnego Ministerstwa Obrony Narodowej. W październiku 1950 roku został zdemobilizowany. Bezskutecznie ubiegał się w 1957 roku o powrót do czynnej służby wojskowej. Awansowany został do stopnia podpułkownika rezerwy w 1970 roku.
W cywilu był długoletnim urzędnikiem Komitetu ds. Radiofonii „Polskie Radio”. W początkowym okresie był dyrektorem, a później sekretarzem zespołu. Będąc emerytem mieszkał w Warszawie.
Zmarł w Warszawie, pochowany na cmentarzu prawosławnym na Woli (sektor 76-4-1).

## Ordery i odznaczenia
- Krzyż Walecznych[3]
- Złoty Krzyż Zasługi (1954)[2]
- Medal 10-lecia Polski Ludowej (1955)[6]